# José Joaquim Coelho
José Joaquim Coelho, 1° e único barão de Vitória, (Lisboa, 25 de setembro de 1797 — Recife, 19 de junho de 1860) foi um político e militar luso-brasileiro.
Filho de Joaquim José Coelho e Teresa Maria de Jesus, casou-se com Maria Bernardina de Gusmão. Iniciou a carreira militar como voluntário, em 1814, tendo sido sucessivamente promovido até chegar a general, em 2 de dezembro de 1858.
Foi presidente da província do Ceará, de 9 de maio de 1841 a 13 de março de 1843. Foi depois deputado geral pela mesma província na 5ª legislatura, de 1843 a 1844, também por Pernambuco, na 8ª legislatura, de 1850 a 1852. Foi comandante das armas de Pernambuco, em 1855; conselheiro de guerra, em 1858.
Condecorado grã-cruz da Imperial Ordem de São Bento de Avis, dignitário da Imperial Ordem do Cruzeiro.